# Cluster One
Cluster One – utwór instrumentalny, który jest pierwszą ścieżką na albumie brytyjskiego zespołu Pink Floyd The Division Bell (1994).

## Twórcy
„Cluster One” to pierwszy utwór w dyskografii zespołu Pink Floyd, po innym instrumentalnym dziele „Mudmen” z albumu Obscured by Clouds (1972), którego autorstwo w całości dzielą Wright i David Gilmour.
Motyw kompozycji wywodzi się ze wspólnego jammowania Gilmoura i Wrighta.

## Wstęp kompozycji
Według wywiadu udzielonego w 2000 roku przez Andy’ego Jacksona, inżyniera dźwiękowego biorącego udział w rejestracji albumu The Division Bell, dźwięki szumu, które rozpoczynają utwór „Cluster One” i trwają blisko minutę, to zapis elektromagnetycznego szumu wiatru słonecznego. Według Jacksona Bob Ezrin na tablicy ogłoszeń w jednym z internetowych serwisów (Net lub CompuServe) opublikował prośbę o udostępnienie zapisu dźwiękowego z „kosmicznymi szumami”. Ezrin otrzymał później wiadomość zwrotną od osoby, która przesłała mu rzeczony zapis dźwiękowy. Bardziej precyzyjnie szumy słyszane na początku utworu to zarejestrowane dźwięki fal bardzo długich porannego chóru (ang. dawn chorus).

## Personel
Źródło: 
- David Gilmour – gitara (Fender Stratocaster), keyboardy
- Nick Mason – perkusja, bębny
- Richard Wright – fortepian, syntezatory marki Kurzweil, organy Hammonda
- Bob Ezrin – keyboardy, perkusja